# Temtem
Temtem (テムテム) は、スペインのCremaによって開発され、Humble Bundleによって発売されたMMORPGである。
2020年1月21日にSteamで早期アクセスとして販売が開始された。2022年9月7日にPlayStation 5、Xbox Series X/S、Nintendo Switchで発売予定である。
TemtemはゲームエンジンとしてUnityを使用しており、任天堂のポケットモンスターシリーズに大きな影響を受けたモンスター収集ゲームである。
開発資金の一部は、2018年5月から6月にかけて行われたKickstarterを介したクラウドファンディングによって調達した。

## プロットとゲームシステム
Temtemのゲームシステムはポケットモンスターシリーズに大きな影響を受けている。
プレイヤーはフィールドを探索し、テムテム (Temtem) と呼ばれるモンスターを捕獲して、NPC又は他のプレイヤーのテムテムとバトルをする。
プレイヤーはテイマー (Tamer) として旅に出て、エアボーン諸島 (Airbone Archipelago) の6つの浮島を巡る。
同時に、島々を支配する悪の組織であるクラン・ベルソト (Clan Belsoto) と対峙する。